# Groupe universel enveloppant
En mathématiques, le groupe universel enveloppant associé à un monoïde est un groupe  par lequel se factorise de manière unique tout morphisme du monoïde vers un autre groupe. Il généralise ainsi la notion de symétrisation (groupe de Grothendieck) des monoïdes abéliens.
Plus formellement, si M est un monoïde, il existe un groupe GM et un morphisme q : M → GM (uniques à isomorphisme près) tel que pour tout morphisme f : M → G il existe un unique morphisme de groupe φ : GM → G tel que f = φ ∘ q.
Ce groupe peut être explicité comme un quotient du groupe libre engendré par les éléments du monoïde, avec les relations issues de la composition dans le monoïde : x·y = xy. La projection q n’est pas nécessairement injective : en particulier, tout élément idempotent est d’image neutre.
Cette construction est fonctorielle de la catégorie des monoïdes vers celle des groupes et constitue ainsi un foncteur adjoint à gauche du foncteur d'oubli Gp → Mon.